# Thekla Mayhoff
Thekla Mayhoff (eigentlich Thekla Mairhofer; * 9. Juli 1957 in Fischbachau) ist eine bayerische Volksschauspielerin und Gastronomin.

## Leben
Seit Anfang der 1980er Jahre ist Thekla Mayhoff vor allem in Serien und Filmen mit bayerischem Lokalkolorit zu sehen, regelmäßig spielt sie verschiedene Rollen im Komödienstadel des Bayerischen Rundfunks. 1991 holte Joseph Vilsmaier Mayhoff für den Nachkriegsfilm Rama dama. Neben ihrer Tätigkeit als Schauspielerin führt sie noch ein Café in Fischbachau.
Bekannt wurde Thekla Mayhoff vor allem in ihrer Rolle als Protokollführerin Roswitha Haider in Franz Xaver Bogners Gerichtsserie Café Meineid. In Bogners Fernsehserie Der Kaiser von Schexing
spielte sie die Wirtin Sophie Hummel.
Thekla Mayhoff ist alleinerziehende Mutter einer Tochter und lebt in Winkl bei Fischbachau. Sie betreibt dort das Cafe Winklstüberl, das sie von ihren Eltern übernommen hat.

## Filmografie (Auswahl)
- 1977: Sachrang (mit Gerhart Lippert, Gustl Bayrhammer und Franziska Stömmer)
- 1978: Tatort – Schlußverkauf (Fernsehreihe)
- 1981: Tatort – Im Fadenkreuz
- 1982: Doktor Faustus
- 1982: Die Rumplhanni (mit Monika Baumgartner und Udo Wachtveitl)
- 1982: Der gutmütige Grantler (mit Toni Berger und Alexander Duda)
- 1983: Martin Luther
- 1983: Die Spider Murphy Gang (Kinofilm)
- 1985: Flammenzeichen
- 1986: Irgendwie und Sowieso, Serie von Franz Xaver Bogner
- 1988: Zur Freiheit, Serie von Franz Xaver Bogner
- 1989: Josef Filser (mit Gerd Anthoff und Ottfried Fischer)
- 1990–2003: Café Meineid (Serie von Franz Xaver Bogner)
- 1993: Chiemgauer Volkstheater – Gaunerpech
- 1993: Chiemgauer Volkstheater – Ein Blitz aus heiterem Himmel
- 1997: Der Bulle von Tölz: Eine Hand wäscht die andere
- 1999: Anwalt Abel (mit Günther Maria Halmer und Saskia Vester)
- 2000: Forsthaus Falkenau – Glück im Unglück
- 2003: Forsthaus Falkenau – Frauenpower
- 2005: Polizeiruf 110 – Die Prüfung (Fernsehreihe)
- 2008–2011: Der Kaiser von Schexing (mit Dieter Fischer und Gerd Anthoff)
- 2009: Bergheimat; Erzählt wird die Geschichte von Thekla Mayhoff und ihrer Familie, vor dem Hintergrund der eindrucksvollen Landschaft am Breitenstein.[3]

- Gastauftritte unter anderem in München 7, Zur Freiheit, Der Millionenbauer, Monaco Franze und Die Rosenheim-Cops.